# The Best (musikalbum av Righeira)
The Best är ett samlingsalbum av den italienska italo disco-duon Righeira, utgivet den 24 mars 2002 via skivbolaget D.V. More Record.

## Inspelning och produktion
Alla låtar i samlingsalbumet är återinspelade, därav ett antal i house-versioner. Den 25 maj 2002 släppte Righeira ytterligare ett samlingsalbum, Greatest Hits, där albumets låtlista endast bestod av originalversioner.

## Låtlista
| Nr           | Titel                  | Kompositör                                                                                                   | Längd |
| ------------ | ---------------------- | --- | ----- |
| 1.           | "Vamos a la playa"     | Stefano Righi, Carmelo La Bionda                                                                             | 3:35  |
| 2.           | "No Tengo Dinero"      | Stefano Rota, Michelangelo La Bionda, Carmelo La Bionda                                                      | 4:01  |
| 3.           | "L'estate sta finendo" | Stefano Righi, Stefano Rota, Carmelo La Bionda                                                               | 3:43  |
| 4.           | "Innamoratissimo"      | Stefano Righi, Stefano Rota, Michelangelo La Bionda, Carmelo La Bionda, Sergio Conforti, Cristiano Minellono | 5:32  |
| 5.           | "Italians a Go-Go"     | Stefano Righi, Stefano Rota, Michelangelo La Bionda, Carmelo La Bionda, Sergio Conforti                      | 3:36  |
| 6.           | "3-D"                  | Stefano Righi                                                                                                | 3:47  |
| 7.           | "Luciano Serra Pilota" | Stefano Righi                                                                                                | 3:21  |
| 8.           | "Dimmi di no"          | | 4:28  |
| 9.           | "Gli parlerò di te"    | Stefano Righi                                                                                                | 4:15  |
| 10.          | "Hey Mama"             | Stefano Righi, Stefano Rota, Michelangelo La Bionda, Carmelo La Bionda, Luca Orioli                          | 4:18  |
| 11.          | "Oasi in città"        | Stefano Righi, Stefano Rota, Michelangelo La Bionda, Carmelo La Bionda                                       | 4:45  |
| 12.          | "Vivo al 139"          | | 3:41  |
| Total längd: | Total längd:           | Total längd:                                                                                                 | 49:02 |